# Belagerung von Sancerre

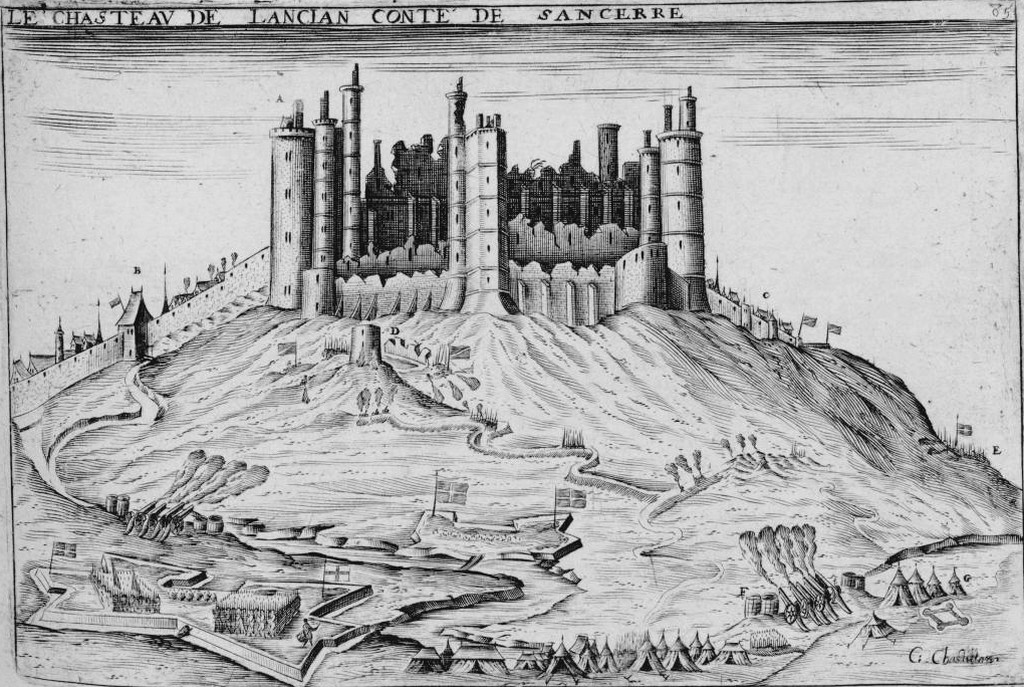
Die Belagerung von Sancerre, Gravur von Claude Chastillon

Die Belagerung von Sancerre unter der Führung von Claude de La Châtre dauerte in ihrer Gesamtheit mehr als zwölf Monate; sie begann am 3. August 1572 und endete mit der Kapitulation nach der Aushungerung der Stadt am 24. August 1573.

## Ursprünge
Die Protestanten, die in ganz Berry verfolgt und getötet wurden, flüchteten in die Stadt Sancerre, in der auf einer steilen Anhöhe eine Burg stand, die schwer einzunehmen war. Da sie sich seit den 1550er Jahren der reformierten Sache verschrieben hatte, war sie ein natürlicher Zufluchtsort für die Verfolgten. Außerdem hatte sie sich nach dem Frieden von Saint-Germain (1570) nicht den königlichen Truppen ergeben. Der Katholik La Châtre, Gouverneur des Berry, brachte 7000 Mann (vor allem das Régiment de Sarrieu unter seinem Kommandanten Roger de Sarrieu), und 18 Artilleriegeschütze vor den Ort. Der Schöffe André Jouhanneau und der Garnisonshauptmann Lafleur, der 1569 von den Einwohnern gewählt worden war, befehligten den Widerstand, der 2400 Bürger aufbieten konnte.

## Vorbereitungen
Vom 3. August 1572 bis zum 13. Januar 1573 wurde Sancerre nach und nach von Truppen unter dem Kommando von La Châtre umzingelt, die sich in den umliegenden Dörfern oder Weilern verschanzt hatten und die Festung so vollständig einschlossen, dass sie keine lebenswichtigen Zugänge mehr hatte, insbesondere nicht zur Loire.
Seltsamerweise schlossen sich die Katholiken der Stadt den Belagerten an, anstatt zu fliehen. Zunächst wurde ein Bote zu ihnen geschickt, um sie zur Kapitulation aufzufordern – er wurde von den Einwohnern gefangen genommen. Am Morgen des 19. März wurde ein erster Angriff versucht, der jedoch kläglich scheiterte, da der Elan der königlichen Armee durch eine hartnäckige Verteidigung und sogar durch Schleudern gebrochen wurde. Mehr als 60 Katholiken verloren ihr Leben und 200 weitere wurden verletzt.

## Die Belagerung
Die eigentliche Belagerung begann am 7. Februar 1573 und endete am 24. August 1573, dauerte somit fünf Monate. Der Marschall lässt sich in einem Haus in Saint-Satur am Fuße des belagerten Hügels nieder. Die Stadt wurde mit 5915 Kanonenkugeln beschossen.
Mehr als 500 Einwohner verhungerten. Nachdem die Vorräte aufgebraucht waren, wurden auch Hunde, Katzen und manchmal sogar Ratten gegessen, aber auch Gras, Wurzeln, Schuhleder, Brote aus Stroh und zerstoßenem Schiefer. Leichen und Sterbende säumten die Straßen.
Ein Ehepaar und eine ältere Frau wurden dabei erwischt, wie sie sogar ihre ausgegrabene dreijährige Tochter aßen, während weitere gefüllte Töpfe zum Kochen bereitstanden. Simon Potard wurde ohne Strangulation, also lebendig, verbrannt, seine Frau Eugène wurde gehängt, die alte Frau Philippe de La Feuille starb im Kerker, bevor sie vor den Henker trat. Die extreme Härte bei der Bestrafung sollte die anderen Bewohner davon abhalten, sich ebenfalls dem Kannibalismus hinzugeben.
Die Kapitulation erfolgte am 24. August 1573. Claude de La Châtre zog am 31. August in die Stadt ein. Die Quellen schweigen sich über den Weiterbetrieb des Krankenhauses und das erstaunliche Ausbleiben von Epidemien während der Belagerung aus.

## Massaker und Verfolgungen nach der Schlacht
Die Stadtmauern wurden zerstört, die Stadttore niedergebrannt, die Glocke des Glockenturms beschlagnahmt und 40.000 Livres Entschädigung von der Stadt gefordert. Der Schöffe André Jouhanneau, einer der Anführer des Widerstands in Sancerre, wurde in den Brunnen der Markthalle geworfen, nachdem er am 12. September 1573 von den Bogenschützen des Propstes der Armee hingerichtet worden war.